# Montain (Jura)
Montain is een gemeente in het Franse departement Jura (regio Bourgogne-Franche-Comté) en telt 482 inwoners (2004). De plaats maakt deel uit van het arrondissement Lons-le-Saunier.

## Geografie
De oppervlakte van Montain bedraagt 2,3 km², de bevolkingsdichtheid is 209,6 inwoners per km².

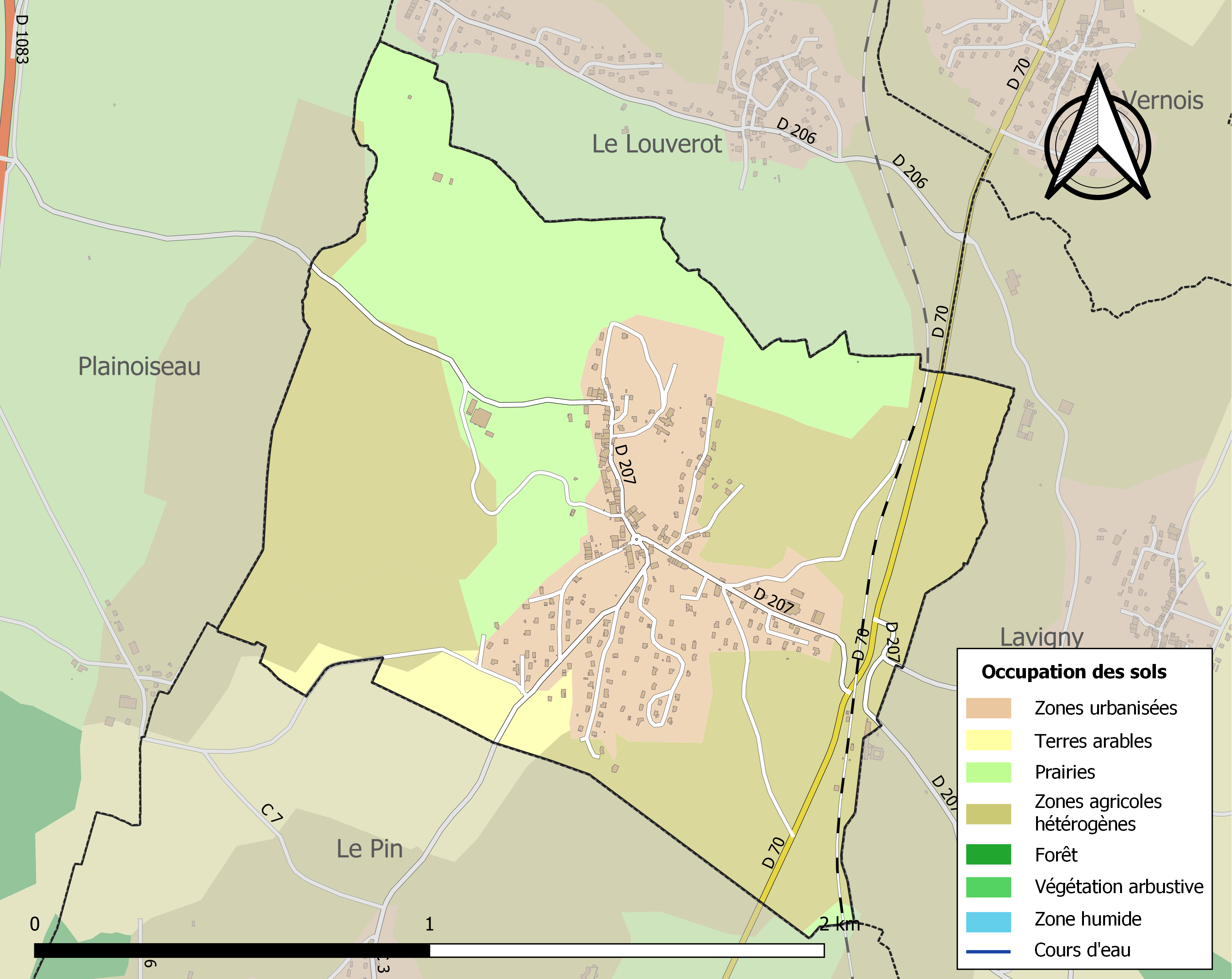
Kaart van de gemeente met de belangrijkste infrastructuur, bodemgebruik en omliggende gemeenten

## Demografie
Onderstaande figuur toont het verloop van het inwonertal (bron: INSEE-tellingen).